# 花泉車站
花泉車站（日语：／ Hanaizumi eki */?）是一由東日本旅客鐵道（JR東日本）的所經營鐵路車站，位於日本岩手縣一關市花泉町地平17號。花泉是JR東北本線沿線車站之一，屬JR東日本盛岡支社管轄，設有綠窗口（みどりの窓口）。2003年之後，JR東日本已將花泉車站的經營委由全資子公司Jaster（ジャスター）負責，徹底業務委託化。

## 車站結構
側式月台1面1線與島式月台1面2線，合計2面3線的地面車站。各月台以跨線天橋連接。

### 月台配置
| 月台 | 路線      | 方向 | 目的地           |
| ---- | --------- | ---- | ---------------- |
| 1    | ■東北本線 | 上行 | 小牛田、仙台方向 |
| 2    | ■東北本線 | 下行 | 一之關方向       |
| 3    | ■東北本線 | 下行 | 一之關方向       |

## 相鄰車站
東日本旅客鐵道
■東北本線
油島－花泉－清水原

## 外部連結
- （日語）花泉車站（JR東日本） （页面存档备份，存于）